# Angel in the Dark
Angel in the Dark (Originaltitel: Hanna D. – La ragazza del Vondel Park) ist ein 1984 entstandenes mit einigen Sexszenen durchsetztes Melodram, das Rino Di Silvestro inszenierte. Der Film erschien in deutscher Erstaufführung im Oktober 1988 auf Video. Produziert wurde er von der römischen „Beatrice Film“ mit der französischen „Les films Jacques Leitienne“.

## Handlung
Hanna lebt allein und völlig sich selbst überlassen. Ihre sexuelle Unbekümmertheit wird von Miguel, einem skrupellosen Zuhälter, ausgenutzt, der sich an dem sich prostituierenden Mädchen bereichert. Hanna kommt in Kontakt mit der Drogenszene und benutzt bald ihren Körper, um ihre Sucht zu finanzieren. Eines Tages lernt sie Alex kennen, der sich aufrichtig für sie interessiert. Durch seine Hilfe gelingt es Hanna, dem Teufelskreis von Sex und Drogen zu entkommen.

## Kritik
„Mit plakativen Sexszenen verbrämtes Melodram; eine miserabel inszenierte und gespielte Mischung aus abgedroschenen Klischees.“, urteilte das Lexikon des internationalen Films. Segnocinema nannte den Film „ein mit Dramaturgieproblemen behaftetes und strikt kommerzielles Nachzieh-Produkt zu Christiane F. – Wir Kinder vom Bahnhof Zoo“.